# Christiane Hammacher
Christiane Hammacher (* 1939 in Mannheim; gebürtig Christiane Hammer) ist eine deutsche Schauspielerin.

## Leben und Werk
Die Tochter des Schauspielerehepaares Rudolf und Lieselotte Hammacher wuchs in Berlin, Karlsruhe und Bern auf. Nach Schauspielunterricht bei ihren Eltern gab sie ihr Debüt 1960 am Atelier-Theater in Bern als Alizon in Frys Die Dame ist nicht fürs Feuer. Sie trat von 1960 bis 1962 am Atelier-Theater auf, von 1962 bis 1964 am Theater Oberhausen und in der Spielzeit 1964/65 am Stadttheater Luzern. In Luzern verkörperte sie Franziska in Minna von Barnhelm, Cressida in Troilus und Cressida und Rossignol in Die Verfolgung und Ermordung Jean Paul Marats von Peter Weiss.
Von 1965 bis 1973 war sie am Düsseldorfer Schauspielhaus tätig. Wichtige Rollen hier waren Susanne in Der tolle Tag oder Figaros Hochzeit, Mara in Claudels Mariä Verkündigung, Maria in Was ihr wollt, die Titelrolle in August Strindbergs Fräulein Julie und Damis in Tartuffe.
Von 1973 bis 1983 gehörte sie zum Ensemble der Münchner Kammerspiele. Hier trat sie unter anderem in der deutschen Erstaufführung von Hacks Das Jahrmarktsfest zu Plundersweiler auf und erneut als Franziska in Dieter Dorns Inszenierung der Minna von Barnhelm.
Seit 1983 ist Christiane Hammacher freiberuflich tätig. 1983/84 unternahm sie eine Tournee mit der Bühnenshow Chan-Songs und trat an Theatern in Berlin, München und Frankfurt am Main auf. Unter anderem spielte sie mit Johannes Heesters für die Münchener Tournee Karl Gassauers Casanova auf Schloß Dux. Mit ihrem Lebensgefährten und späteren Ehemann Gunnar Möller gab sie 580 Vorstellungen Loriots Dramatische Werke auf Tournee und in der Komödie im Bayerischen Hof.
Im Fernsehen war Christiane Hammacher vor allem wiederholt in den Krimiserien Der Alte, Derrick und Tatort zu sehen. Sie war von 2003 bis zu dessen Tod mit ihrem langjährigen Lebensgefährten Gunnar Möller verheiratet.

## Filmografie (Auswahl)
- 1968: Ostende
- 1970: Abiturienten
- 1976: Inspektion Lauenstadt – Großfahndung
- 1978: Dona Rosita oder Die Sprache der Blumen
- 1978: Tatort – Der Feinkosthändler
- 1980: Derrick – Ein tödlicher Preis
- 1983: Der Heiratsantrag
- 1984: Polizeiinspektion 1 – Zwei Furchen auf dem Sonnenberg
- 1984: Derrick – Keine schöne Fahrt nach Rom
- 1984: Tatort: Kielwasser
- 1986: Der Alte – Tödliche Freundschaft
- 1986: Derrick – Der Fall Weidau
- 1987: Die Krimistunde (Fernsehserie, Folge 23, Episode: „Ein unheimlich feiner Kerl“)
- 1987: Das andere Leben
- 1988: Tatort – Moltke
- 1993: Derrick – Langsamer Walzer
- 1997: Laßt meine Frau am Leben!
- 1998: Derrick – Herr Kordes braucht eine Million
- 2000: Höllische Nachbarn – Chaos im Hotel
- 2002: Wichtig is’ auf’m Platz
- 2004: Tatort – Nicht jugendfrei
- 2004: Der Alte – Episode 297: Schweigegeld
- 2005: Der Alte – Folge 306: Der Nachruf
- 2006: Der Alte – Folge: 311: Racheengel
- 2007: Der Alte – Folge 320: Wenn Liebe zuschlägt

## Auszeichnungen
Im Jahre 1985 erhielt sie während der Gandersheimer Domfestspiele den „Roswitha-Ring“.